# 序贯均衡
序贯均衡是由David M. Kreps和罗伯特·B·威尔逊提出的一種改進版的纳什均衡。David M. Kreps和罗伯特·B·威尔逊認為，在完美贝叶斯均衡的概念中，对非均衡路径（off-equilibrium paths）上的后验概率没有定义，可以任意取值，而如果对非均衡路径上的后验概率作出合理的限制，就可以使得博弈论中的均衡概念更为一般化。